# Batrachoseps stebbinsi
Espèce
Statut de conservation UICN

 VU D2 : Vulnérable
Batrachoseps stebbinsi est une espèce d'urodèles de la famille des Plethodontidae.

## Répartition
Cette espèce est endémique de la Californie aux États-Unis. Elle se rencontre dans le comté de Kern entre 550 et 790 m d'altitude dans le sud de la Sierra Nevada. Des populations éparses rencontrées entre 945 et 1 430 m d'altitude sur le versant Nord des Tehachapi Mountains ont provisoirement été attribuées à cette espèce.

## Description
Batrachoseps stebbinsi mesure environ de 55 à 60 mm.

## Étymologie
Cette espèce est nommée en l'honneur de Robert Cyril Stebbins.

## Publication originale
- Brame & Murray, 1968 : Three new slender salamanders (Batrachoseps) with a discussion of relationships and speciation within the genus. Science Bulletin. Natural History Museum of Los Angeles County, no 4, p. 1-35.